# Élisée Lacheret
Élisée Lacheret, né le 14 juin 1851 à Serain et mort le 25 août 1920 à Lacroix-Saint-Ouen, est un pasteur protestant français.

## Biographie
Élisée, Pierre, Joseph, Augustin Lacharet naît le 14 juin 1851 d'Elie Lacheret et de Nancy Delassus, à Serain, commune du département de l'Aisne.  Après des études de théologie, Elisée est nommé pasteur à Maubeuge, dans le département du Nord. Le 31 janvier 1874, il épouse Marie Julie Letalle à Le Cateau-Cambrésis. Ils ont onze enfants, dont trois fils deviennent pasteurs - Albert, Maurice et Henri.
Élisée Lacheret étudie à l'Université de Genève. Il présente en 1873 sa thèse pour obtenir le grade de bachelier en théologie, intitulée « La Liberté morale : exposé critique des controverses actuelles ».
De 1878 à 1893, Élisée Lacheret est pasteur de l'Église wallonne de La Haye, une Église francophone issue du Refuge Huguenot. Son frère cadet, Samuel Lacheret, est consacré pasteur le 31 octobre 1882 et est pasteur à Delft de 1891 à 1902.
Il rentre en France en 1893, et devient un pasteur influent du protestantisme à Paris, exerçant son ministère à l'Oratoire du Louvre, puis au temple protestant du Marais à partir de 1902. Il est alors président de la Commission permanente de l’Union des Églises réformées évangéliques de France. Alors que les Églises réformées de France tentent de s'unir, il refuse tout compromis avec les protestants libéraux. L'unification ne se concrétise qu'en 1938, après la mort, au sein de l'Église réformée de France. 
Il participe aux débats qui conduisent à la loi de séparation des Églises et de l'État, promulgué en 1905. Le 21 décembre 1904, il est porte-parole de la délégation protestante réformée devant la commission parlementaire, représentant le courant évangélique-orthodoxe, aux côtés de Philippe Jalabert, doyen de la faculté de droit de Nancy, qui représente quant à lui le courant libéral. Sont également présents l'historien Fernand de Schickler et un avocat protestant, P. Rigot.
En 1912, il est rappelé aux Pays-Bas, et devient pour huit ans le chapelain de la reine Wilhelmine. Le dimanche 2 juin 1912, il accompagne la reine Wilhelmine des Pays-Bas à Paris. Ils sont accueillis à l'Oratoire du Louvre par les pasteurs Benjamin Couve, John Viénot, Wilfred Monod et Ruben Saillens .La reine dépose une palme d'or et se recueille devant le monument à l'amiral de Coligny avant d'assister au culte. Gaspard II de Coligny est un ancêtre de la famille royale néerlandaise : sa fille Louise de Coligny épouse Guillaume Ier d'Orange-Nassau en 1583,. 

## Ouvrages
- La Liturgie wallonne, étude historique et pratique, suivie des textes anciens et d'un projet de revision, La Haye, W. A. Beschoor, 1890, 132 p. (BNF 30707840)
- Émile Bourlier et Élisée Lacheret, Souvenir du troisième centenaire de l'Église wallonne de la Haye, La Haye, Publié par le Consistoire, Martinus Nijhoff, 1891, 105 p. (lire en ligne)
- Choses de Hollande, La Haye, Gonthier, 1893, 212 p. (BNF 30707836)
- De la Nature de la révélation, Paris, Fischbacher, 1897, 38 p. (BNF 30707841)
- Les Protestants inconnus et le devoir de l'Église, Vals-les-Bains, E. Aberlen, 1903, 22 p. (BNF 30707842)

## Distinction
- Officier de l'ordre des Palmes académiques
- Chevalier de l'ordre du Lion d'or de la maison de Nassau
- Officier de l'Ordre de la maison d'Orange